# Gastrimargus africanus
Gastrimargus africanus är en insektsart som först beskrevs av Henri Saussure 1888.  Gastrimargus africanus ingår i släktet Gastrimargus och familjen gräshoppor.

## Underarter
Arten delas in i följande underarter:
- G. a. africanus
- G. a. madagascariensis
- G. a. parvulus
- G. a. sulphureus

## Bildgalleri

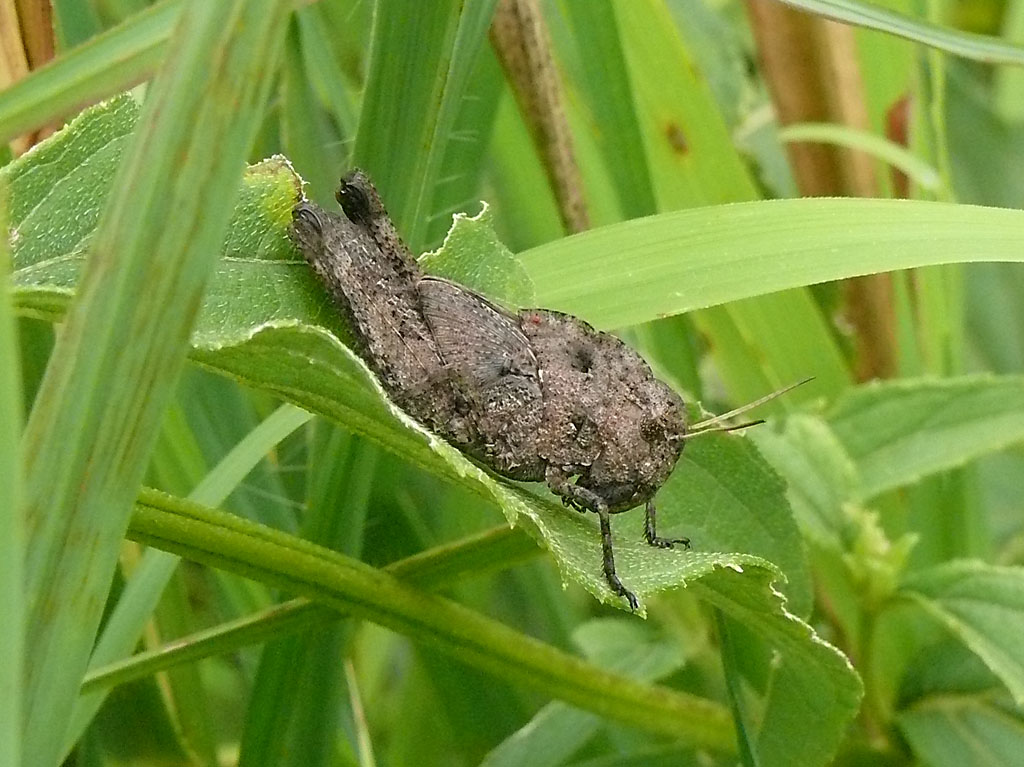
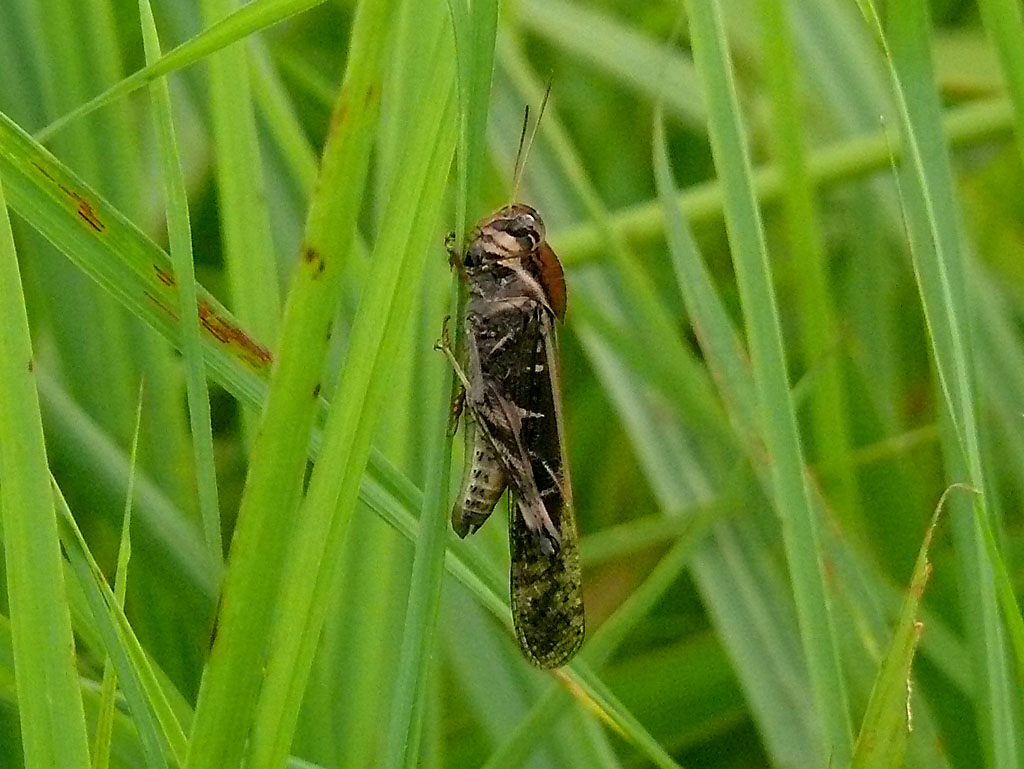